# Diclidurus scutatus
Espèce
Statut de conservation UICN

 LC  : Préoccupation mineure
Répartition géographique
Diclidurus scutatus, qui a pour nom commun Dame blanche des cyclanthes, est une espèce sud-américaine de chauve-souris de la famille des Emballonuridae.

## Description
La couleur générale de la fourrure du corps est blanche avec la base des poils brun-grisâtre. Le museau est court et pointu, les yeux sont relativement grands et entourés d'anneaux noirâtres. Ses griffes sont de couleur noire. Les membranes des ailes sont légèrement jaunâtres.
Le pouce est très court et complètement enfoncé dans la membrane. Les ailes sont fixées à l'arrière sur la cheville. La queue est courte et perce la surface dorsale de la membrane interfémorale à environ la moitié de sa longueur. Les mâles adultes ont deux poches glandulaires sur leur membrane interfémorale, elles sont particulièrement prononcées pendant la saison de reproduction. Le calcar est bien développé.
Son avant-bras mesure 51 à 58,9 mm de long. La longueur de l'avant-bras peut la distinguer de Diclidurus albus, qui a une longueur d'avant-bras de plus de 60 mm. L'oreille mesure 15 mm de long et le tragus mesure 6 mm de long. Elle pèse 13 g.

## Taxonomie
Diclidurus scutatus est décrit par Wilhelm Peters en 1869 à partir d'un spécimen envoyé au Muséum d'histoire naturelle de Paris par Arsène Onessim Barraquin qui l'avait recueilli au Paraguay en 1859. Peters la situe dans le genre Diclidurus. Son nom spécifique, scutatus, est d'origine latine, signifie « en forme de bouclier ». Sa lignée diverge des autres espèces de son genre il y a environ 5 millions d'années à la fin du Miocène.

## Répartition
Diclidurus scutatus est présente dans le nord du Brésil, la Colombie, l'Équateur, la Guyane, le Guyana, le Pérou, le Surinam et le Venezuela.
Elle vit dans les forêts à feuilles persistantes jusqu'à 200 m d'altitude.

## Comportement

### Habitat
Diclidurus scutatus a un habitat humide avec des forêts sempervirentes. De comportement nocturne, elle se réfugie le jour dans les feuilles des palmiers.

### Alimentation
Diclidurus scutatus est insectivore. Elle vole dans les espaces ouverts, au-dessus de la canopée au-dessus des rivières, des ruisseaux et des étangs, et autour des lumières de la ville.